# Nottersdorf (Niedermurach)

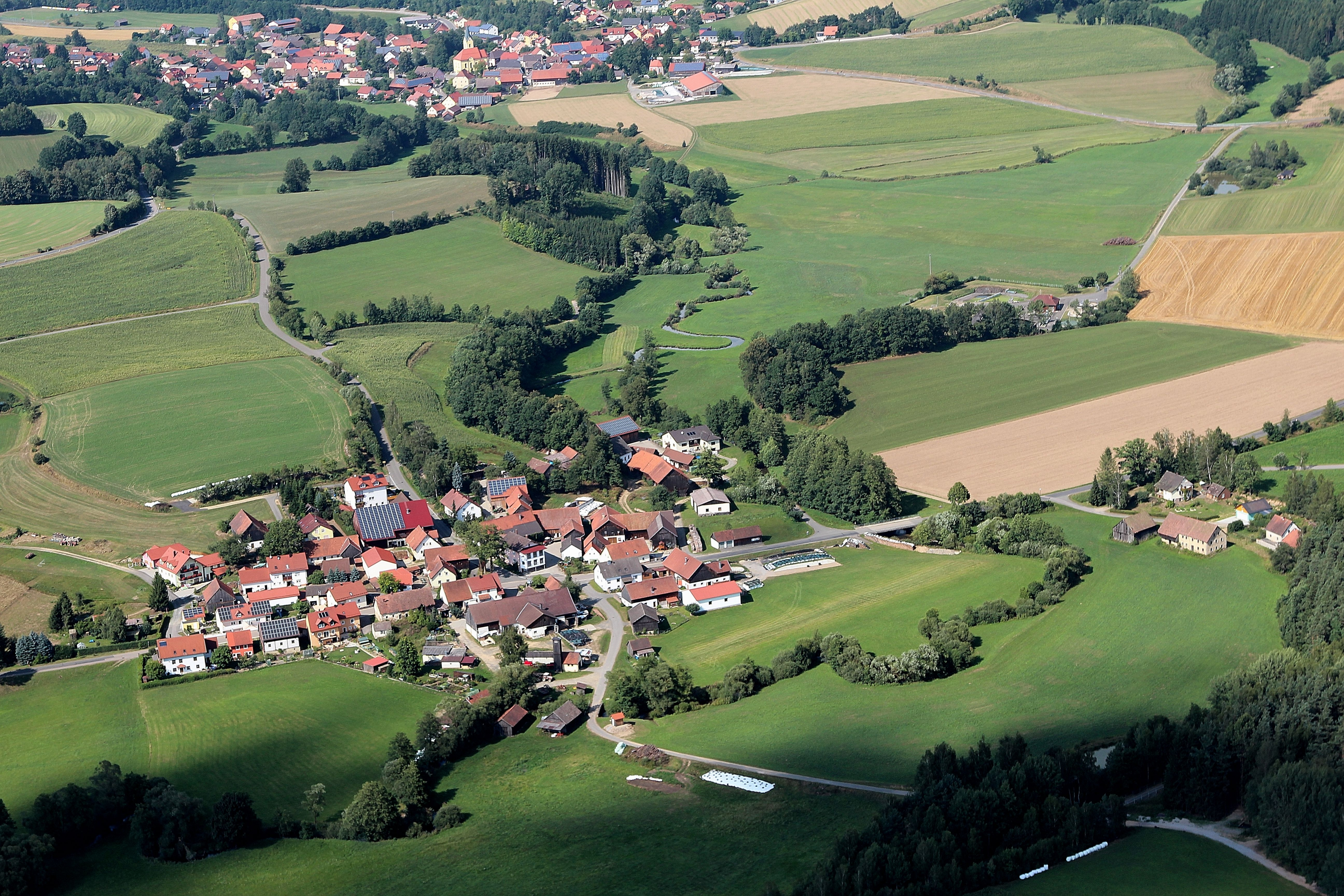
Nottersdorf (2013)

Nottersdorf ist ein Ortsteil der Gemeinde Niedermurach im Oberpfälzer Landkreis Schwandorf (Bayern).

## Geographische Lage
Nottersdorf liegt ungefähr 2 Kilometer südlich von Niedermurach am Nordwestufer der Murach und südöstlich der Staatsstraße 2159. Bei Nottersdorf schwenkt die Murach aus der Nordsüdrichtung nach Westen. Zwei Brücken führen von Nottersdorf auf das andere Ufer der Murach, an dem entlang die ehemalige Bahnstrecke Nabburg–Schönsee verläuft, die zu einem Fahrradweg umgebaut wurde, der Teil des Bayerisch-Böhmischen Freundschaftsweges ist.

## Geschichte
Nottersdorf wurde in der Grenzbeschreibung des Pflegeamts Murach von 1581 schriftlich erwähnt. Es stand insgesamt unter pfälzischer Oberherrschaft. Eine Mannschaft im Ort war der Landgrafschaft Leuchtenberg zugehörig, eine andere dem Thomas Philipp von Murach. Es war eine eigene Gemeinde, zu der außer Nottersdorf selbst noch Braunsried, Höflarn und Zankendorf gehörten.
In der „Statistischen Beschreibung der Oberpfalz“ von Joseph von Destouches aus dem Jahr 1809 wurde Nottersdorf mit einem Haus als zu Fuchsberg und Teunz und zum Besitz des Grafen Stanislaus von Taufkirchen gehörig erwähnt.
Anfang des 19. Jahrhunderts gehörte Nottersdorf zum Landgericht Neunburg vorm Wald. Am 30. Mai 1840 wurde auf Anordnung des Bayerischen Staatsministeriums des Innern das Landgericht I. Klasse Oberviechtach geschaffen, dem Nottersdorf zugeordnet wurde.
Zum Stichtag 23. März 1913 (Osterfest) war Nottersdorf Teil der Pfarrei Niedermurach und hatte 13 Häuser und 75 Einwohner.
1946 löste die Regierung in Regensburg die Gemeinde Nottersdorf auf. Nottersdorf selbst kam zu Niedermurach, Braunsried, Höflarn und Zankendorf zu Pertolzhofen. Die Bevölkerung von Nottersdorf widersetzte sich dieser Regelung und erreichte, dass die Gemeinde Nottersdorf in ihrer früheren Form am 20. Februar 1948 wieder hergestellt wurde.
Am 31. Dezember 1968 hatte die Gemeinde Nottersdorf mit ihren vier Ortsteilen Höflarn, Braunsried, Nottersdorf und Zankendorf 179 Einwohner und eine Fläche von 621 ha.
In den 1960er- und 1970er-Jahren wurden in Nottersdorf, wie auch in vielen anderen Gemeinden der Oberpfalz, durch die Flurbereinigung landwirtschaftliche Grundbesitzverhältnisse neu geordnet. Die bis dahin mosaikartig zusammengesetzte Landschaft aus Tümpeln, Teichen, Ödland, Feldgehölzen und Feldrainen wurde wesentlich verändert.
Am 31. Dezember 1990 hatte Nottersdorf 75 Einwohner und gehörte zur Pfarrei Niedermurach.

## Bildergalerie

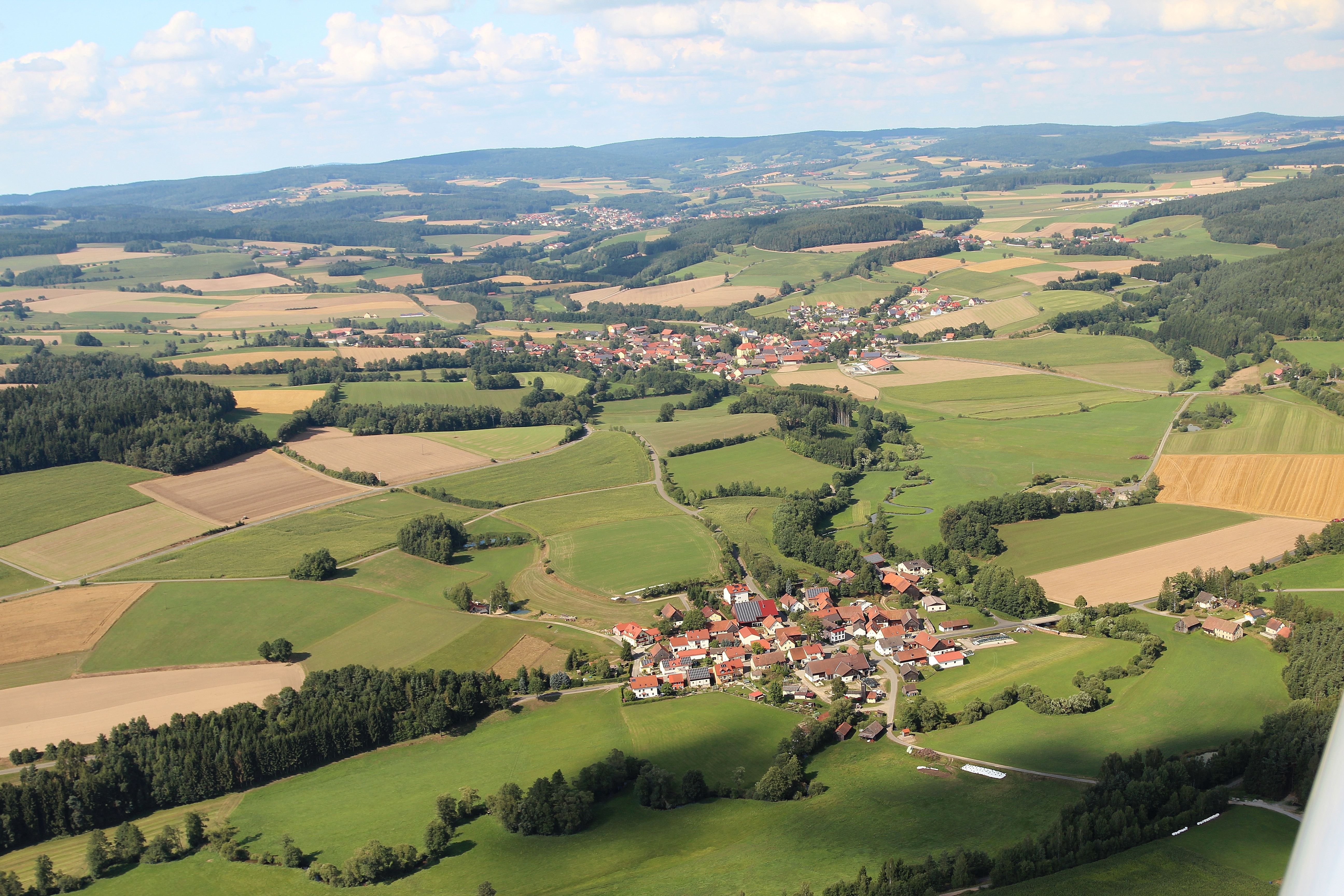
Nottersdorf, Niedermurach (2013)
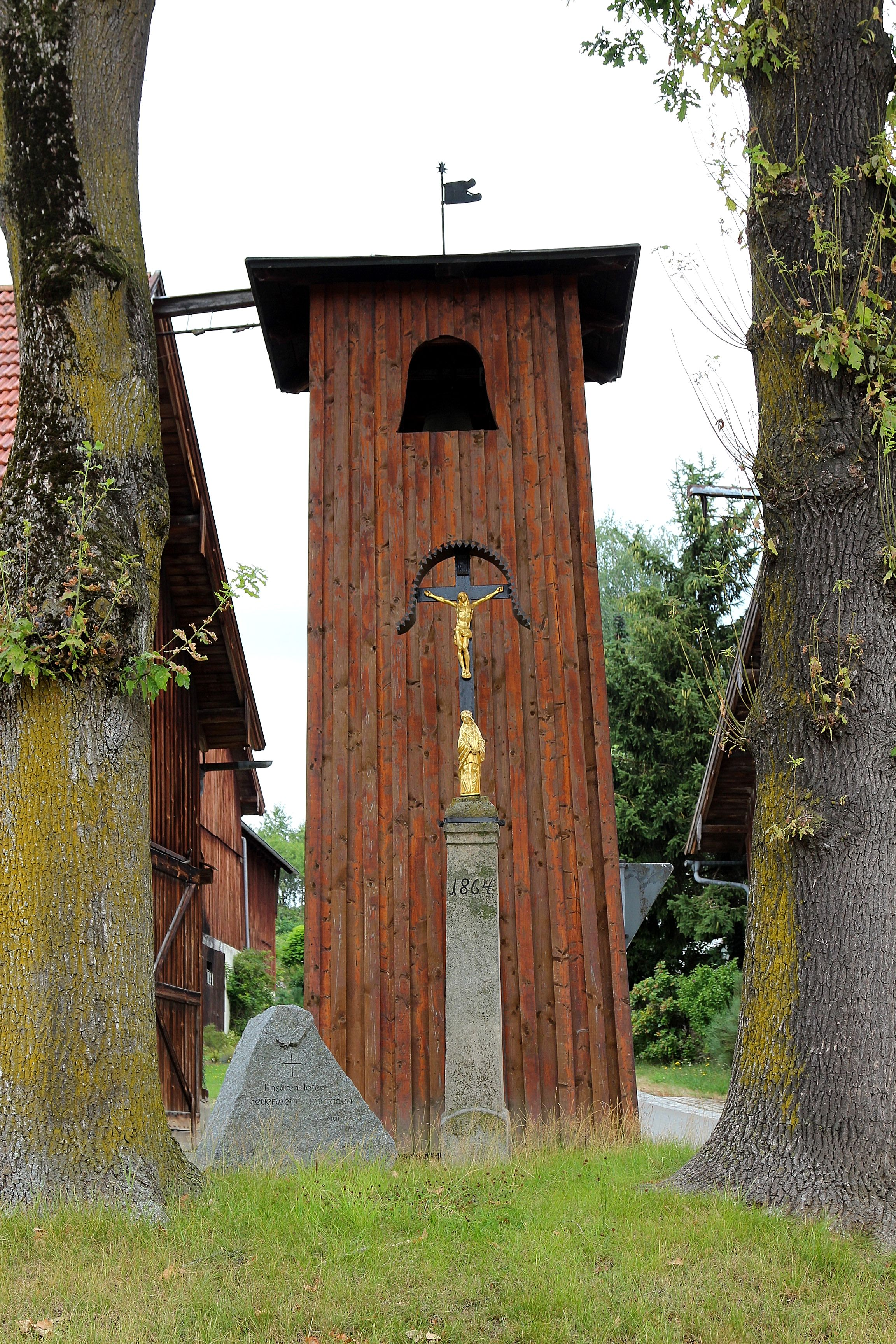
Glockenturm (2013)
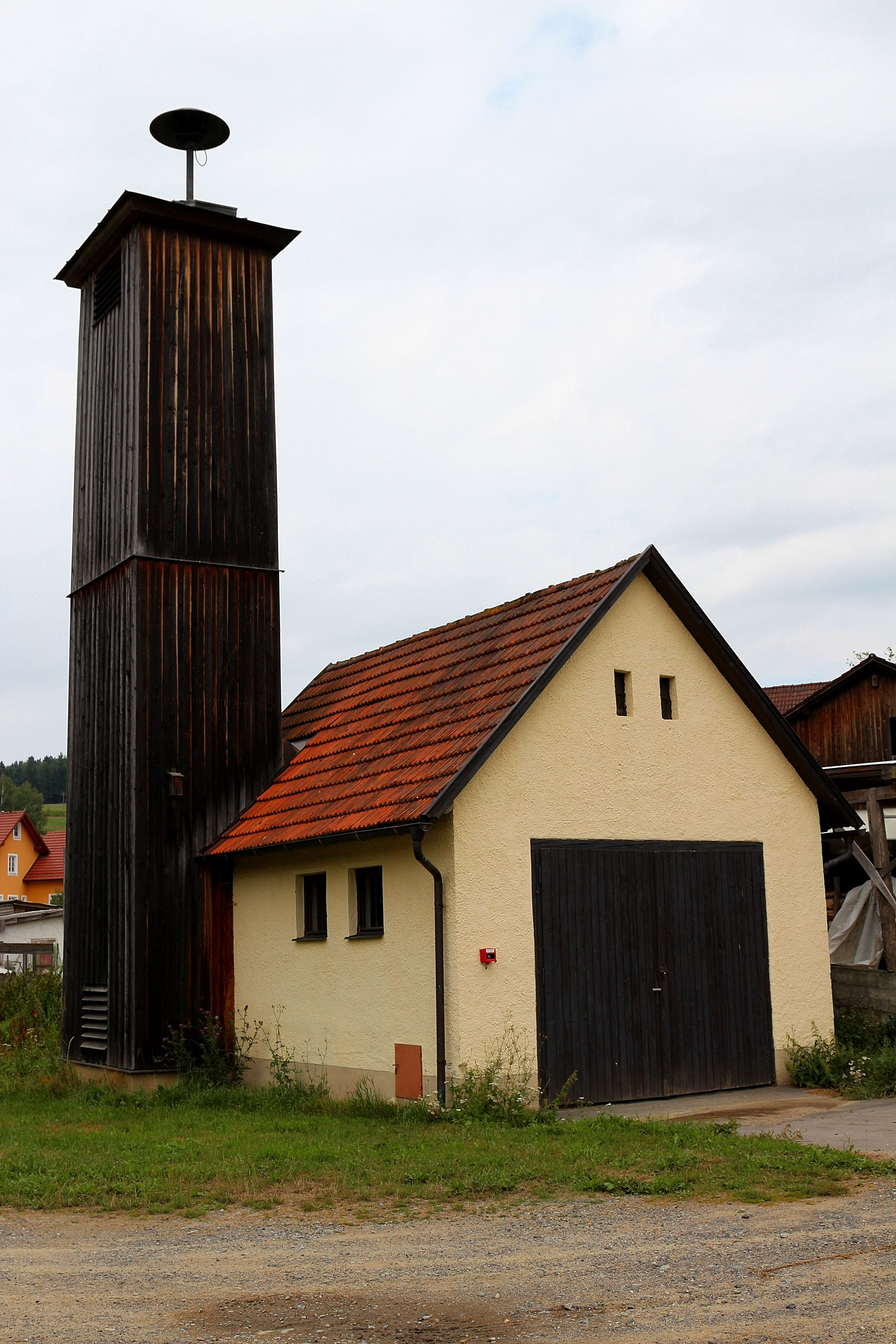
Feuerwehrhaus (2013)